# Cătălin Golofca
Cătălin Golofca (* 21. April 1990 in Suceava) ist ein rumänischer Fußballspieler.
Golofca spielt hauptsächlich als Flügelstürmer auf der rechten Seite, obwohl er auch im Zentrum als offensiver Mittelfeldspieler oder gelegentlich sogar als Hauptstürmer eingesetzt wird.

## Werdegang
Golofca wechselte im Januar 2016 im Alter von 25 Jahren zum FC Botoșani aus der rumänischen Erstliga, verbrachte den Rest der Saison 2015–16 jedoch auf Leihbasis bei seinem ehemaligen Verein Rapid CFR Suceava. Zuvor hatte er nur bei unterklassigen Mannschaften aus seiner Heimatregion Suceava gespielt.
Am 5. August 2016 gab Golofca sein Debüt in der Liga I bei einer 2:4-Niederlage gegen den FC Voluntari. Dreizehn Tage später erzielte er sein erstes Tor für Botoșani bei einem 5:0-Auswärtssieg gegen ACS Poli Timișoara. In seiner Debütsaison beim Verein absolvierte Golofca 34 Ligaspiele und erzielte neun Tore.
Nachdem er in den ersten vier Eröffnungsspielen der Liga I 2017–18 drei Tore erzielt hatte, gab FCSB am 7. August 2017 die Verpflichtung von Golofca für einen Vierjahresvertrag bekannt. Das in der Hauptstadt ansässige Team zahlte 400.000 Euro für 40 % seiner wirtschaftlichen Rechte. Am 15. desselben Monats spielte er sein erstes Europapokalspiel und startete bei einem torlosen Unentschieden gegen Sporting CP im Estádio José Alvalade in der Play-off-Runde der UEFA Champions League.
Golofcas einziges Tor bei FCSB fiel am 30. November beim 3:0-Sieg im Cupa României gegen ACS Poli Timișoara. Seine schlechte Form und Gerüchte über sein Nachtleben ließen ihn in Ungnade fallen und er wurde im Wintertransferfenster 2018 wieder an FC Botoșani ausgeliehen, wo er im Sommer desselben Jahres schließlich dauerhaft zum Verein zurückkehrte.
Golofca wurde vom zweifachen Titelverteidiger CFR Cluj für eine nicht genannte Ablösesumme transferiert. Am nächsten Tag gab er sein Debüt und assistierte Adrian Păuns spätem Tor bei einer 2:3-Niederlage gegen Astra Giurgiu.